# ماثيو أوهانلون
ماثيو أوهانلون (بالإنجليزية: Matthew O'Hanlon)‏ هو لاعب قذف أيرلندي، ولد في 16 أبريل 1991 في New Ross ‏ في جمهورية أيرلندا.